# Ryszard Siwiec
Ryszard Siwiec (ur. 7 marca 1909 w Dębicy, zm. 12 września 1968 w Warszawie) – księgowy z Przemyśla, absolwent filozofii, żołnierz Armii Krajowej. Protestując przeciwko inwazji na Czechosłowację, dokonał 8 września 1968 samospalenia w czasie ogólnokrajowych dożynek na Stadionie Dziesięciolecia w Warszawie w obecności przywódców Polskiej Zjednoczonej Partii Robotniczej, dyplomatów i 100 tysięcy widzów.

## Życiorys
Z wykształcenia był filozofem – ukończył studia na Uniwersytecie Jana Kazimierza we Lwowie, filister K! Promethea. Podczas wojny należał do Armii Krajowej. Po wojnie odmówił pracy w szkolnictwie, nie chcąc uczestniczyć w komunistycznej indoktrynacji młodzieży i podjął pracę jako księgowy. Dorabiał hodowlą kur i uprawą ogrodu. Był katolikiem i patriotą, miał pięcioro dzieci. Dużo czytał i posiadał w domu duży księgozbiór. Uprawiał różne sporty – jeździł na nartach i pływał, a przed wojną grał w hokeja w drużynie „Czarnych” Lwów.

## Akt samospalenia
Przez wiele lat na prywatnej maszynie Erica pisał i powielał ulotki, podpisując je Jan Polak. Agresja na Czechosłowację z udziałem wojsk polskich przekonała go, że należy wstrząsnąć sumieniem rodaków. Formę samospalenia wybrał prawdopodobnie pod wpływem samospalenia w 1963 roku mnicha buddyjskiego Thích Quảng Ðứca, protestującego wówczas przeciwko prześladowaniom w Wietnamie buddyzmu przez rząd katolickiego prezydenta Ngô Đình Diệma. Przed wyjazdem na dożynki do Warszawy sporządził testament oraz nagrał na taśmę magnetofonową antykomunistyczne przesłanie. Kończyły je słowa:

Ludzie, w których może jeszcze tkwi iskierka ludzkości, uczuć ludzkich, opamiętajcie się! Usłyszcie mój krzyk, krzyk szarego, zwyczajnego człowieka, syna narodu, który własną i cudzą wolność ukochał ponad wszystko, ponad własne życie, opamiętajcie się! Jeszcze nie jest za późno!

Jadąc do Warszawy pociągiem, napisał list pożegnalny do żony, po akcie samospalenia przechwycony na poczcie przez Służbę Bezpieczeństwa, w konsekwencji czego dotarł do niej dopiero po 22 latach.

Kochana Marysiu, nie płacz. Szkoda sił, a będą ci potrzebne. Jestem pewny, że to dla tej chwili żyłem 60 lat. Wybacz, nie można było inaczej. Po to, żeby nie zginęła prawda, człowieczeństwo, wolność ginę, a to mniejsze zło niż śmierć milionów. Nie przyjeżdżaj do Warszawy. Mnie już nikt nic nie pomoże. Dojeżdżamy do Warszawy, piszę w pociągu, dlatego krzywo. Jest mi tak dobrze, czuję spokój wewnętrzny jak nigdy w życiu.

Zanim oblał się rozpuszczalnikiem, rozrzucił w tłum ulotki z protestacyjnym apelem. Płonąc, krzyczał Protestuję! i nie pozwalał gasić płomieni. Zmarł po czterech dniach w Szpitalu Praskim w wyniku odniesionych oparzeń (ponad 85% powierzchni ciała).
Jego protest został przemilczany przez wszystkie media oficjalne. Bezpośrednim świadkom SB wmawiała, że Siwiec był niezrównoważony psychicznie.

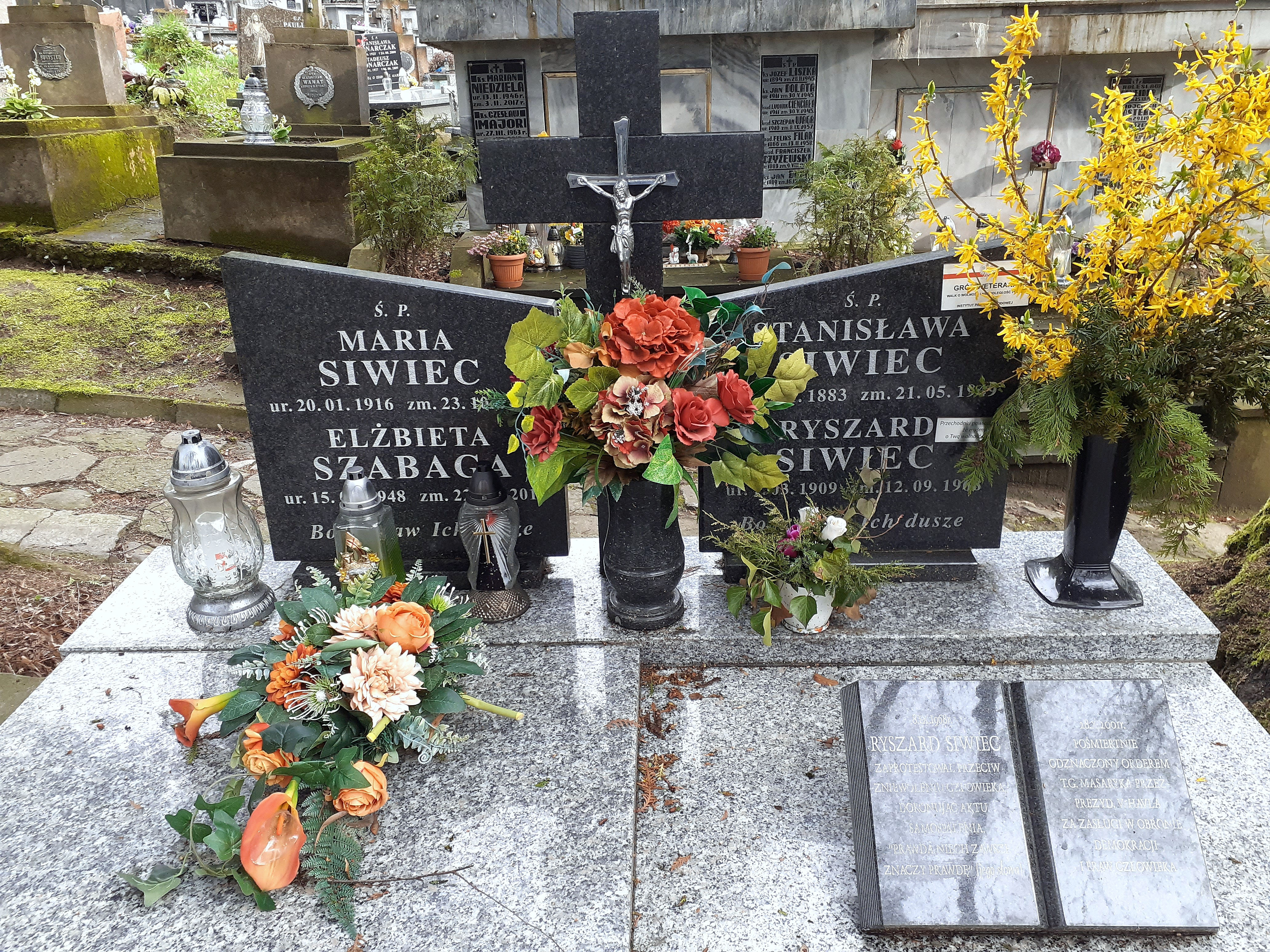
Grobowiec rodzinny Siwców

Został pochowany na cmentarzu komunalnym Zasanie w Przemyślu. Pogrzeb, choć największy w historii Przemyśla, nie stał się manifestacją polityczną. W czasie jego przebiegu agenci SB rozpuszczali plotki, jakoby Siwiec był alkoholikiem lub osobą niezrównoważoną psychicznie.
Blisko pół roku później w Pradze na placu św. Wacława w proteście przeciwko inwazji podpalił się czeski student Jan Palach. Palach prawdopodobnie nie wiedział o proteście Siwca, bowiem pierwszą informację o jego czynie nadała dopiero w kwietniu 1969 (niemal 4 miesiące po śmierci Palacha) polska audycja Radia Wolna Europa za sprawą Władysława Mazura, który wysłał relację do jej sztokholmskiego oddziału.

## Odznaczenia
W 2001 prezydent Republiki Czeskiej, Václav Havel przyznał pośmiertnie Ryszardowi Siwcowi Order Tomáša Garrigue Masaryka I klasy.
19 sierpnia 2003 został pośmiertnie odznaczony Krzyżem Komandorskim Orderu Odrodzenia Polski (rodzina zmarłego odmówiła przyjęcia odznaczenia od prezydenta Kwaśniewskiego) 4 września 2003.
4 września 2006 w dniu święta narodowego Słowacji ambasador tego kraju František Ružička przekazał na ręce Wita Siwca, syna zmarłego, nadany pośmiertnie Order Podwójnego Białego Krzyża III klasy.

## Upamiętnienie

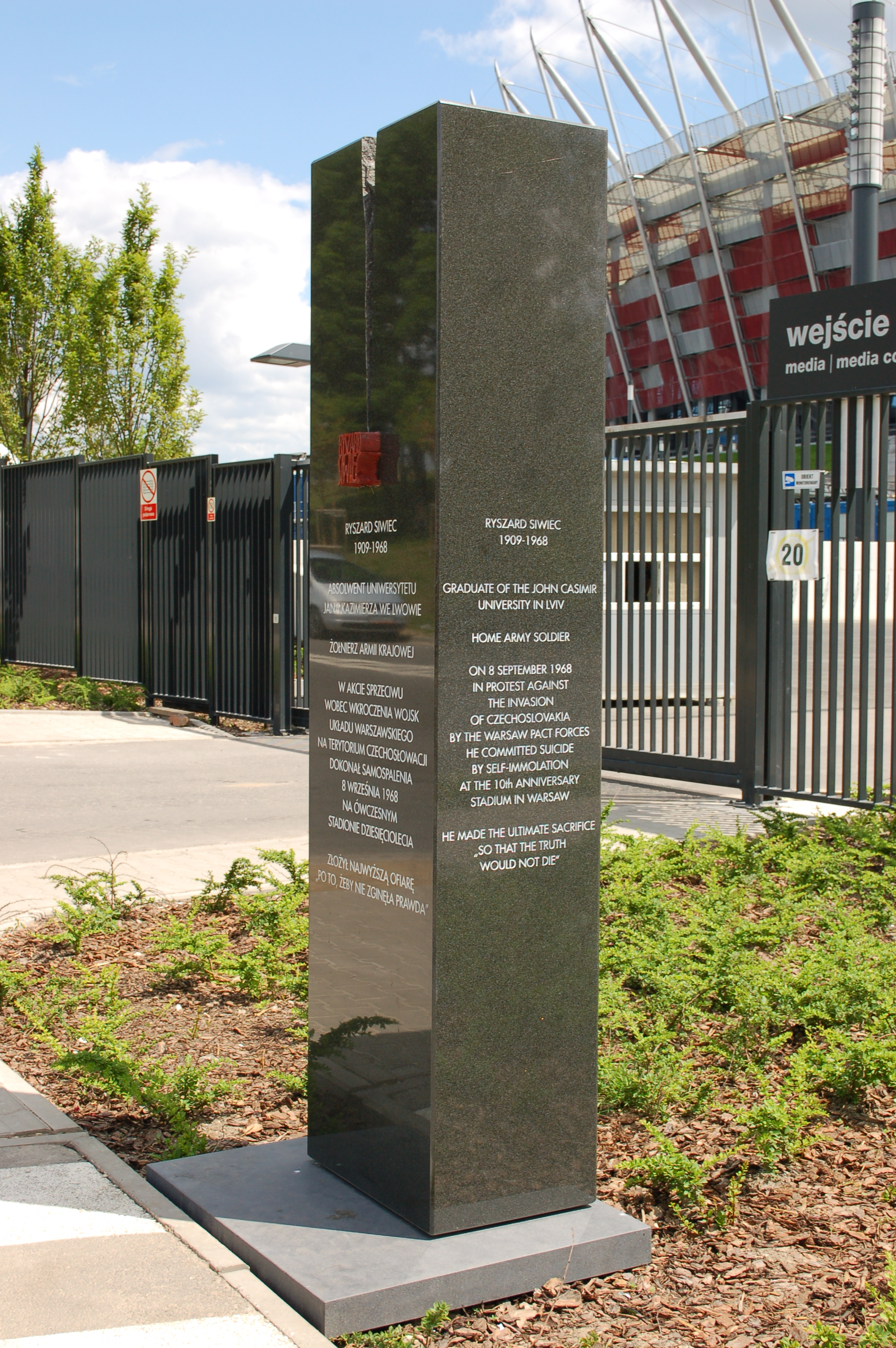
Obelisk przy Stadionie Narodowym w Warszawie ku czci Ryszarda Siwca

7 marca 2009, w setną rocznicę urodzin Siwca, Sejm RP upamiętnił jego osobę podjęciem specjalnej uchwały. Akt uchwalono w obecności wdowy po Siwcu, a także ambasadora Czech i przedstawiciela ambasady Słowacji.

### Pomniki
5 maja 2012 przy Stadionie Narodowym w Warszawie, w obecności ambasador Republiki Czeskiej, odsłonięto obelisk ku czci Ryszarda Siwca. Stela z ciemnoszarego kamienia autorstwa Marka Moderaua jest kopią obelisku z Pragi. Pomnik warszawski stoi przy ulicy noszącej imię Ryszarda Siwca. Wcześniej przy wejściu na zburzony Stadion Dziesięciolecia znajdowała się tablica upamiętniająca samospalenie wmurowana z inicjatywy „Tygodnika Solidarność”. 12 września 2020 odsłonięto tablicę pamiątkową przy ul. Lewickiego 45 we Lwowie. W Pradze jednej z ulic nadano nazwę Siwiecova. Mieści się przy niej Instytut Badania Reżimów Totalitarnych, przed którym stoi obelisk upamiętniający Ryszarda Siwca.

### Publikacje
W 1981 rodzina zmarłego własnym sumptem wydała broszurę opisującą jego czyn.
W 2010 ukazała się powieść kryminalna Aleksandra Sowy pt. „Era Wodnika”, w której pojawia się wątek samospalenia, wzorowany na czynie Ryszarda Siwca.

### Ulice, place i przeprawy drogowe
W czerwcu 1991 Rada Miasta Przemyśla podjęła decyzję, aby nowy most, wybudowany w miejsce starego mostu wiszącego, nosił imię Ryszarda Siwca.
5 lutego 2009 jego imieniem (Siwiecova) nazwano jedną z ulic w Pradze, przy której mieści się Instytut Badania Reżimów Totalitarnych (odpowiednik polskiego Instytutu Pamięci Narodowej). Uroczyste odsłonięcie tablicy z nazwą odbyło się 13 lutego 2009. W sierpniu 2010 przed siedzibą Instytutu stanął obelisk upamiętniający śmierć Siwca.
W 2011 ulicy biegnącej między Stadionem Narodowym i nasypem kolejowym w Warszawie na terenie obecnej dzielnicy Praga-Południe nadano imię Ryszarda Siwca.

### Muzyka
W 2014 roku zespół hip-hopowy PRO8L3M nagrał utwór pt. Krzyk, którego inspiracją jest protest Siwca. Również w 2014 roku Dawid Hallmann nagrał utwór pt. Cena, w którym wykorzystał fragmenty testamentu Ryszarda Siwca.
Na płycie Jarmark, autorstwa rapera Taco Hemingwaya, wydanej w sierpniu 2020 roku Gruby Mielzky, w utworze Influenza wspomina Siwca. W 2011 roku Ryszard Siwiec został wspomniany w utworze „Parias”, grupy o tej samej nazwie.

### Filmy
W 1991 reżyser Maciej Drygas nakręcił poświęcony Siwcowi film Usłyszcie mój krzyk, nagrodzony potem Felixem na przeglądzie w Berlinie w kategorii filmu dokumentalnego. Wykorzystano w nim utajnione wcześniej zdjęcia Polskiej Kroniki Filmowej. Dopiero ten film wprowadził do zbiorowej świadomości Polaków postać Siwca.

### Inne
W setną rocznicę urodzin Ryszarda Siwca mieszkańcy Dębicy, z której pochodził, oddali mu hołd. Przybyli dyplomaci sąsiednich krajów, władze Podkarpacia i miasta, a także rodzina, córka Elżbieta i syn Wit Siwiec.

## Zdjęcia

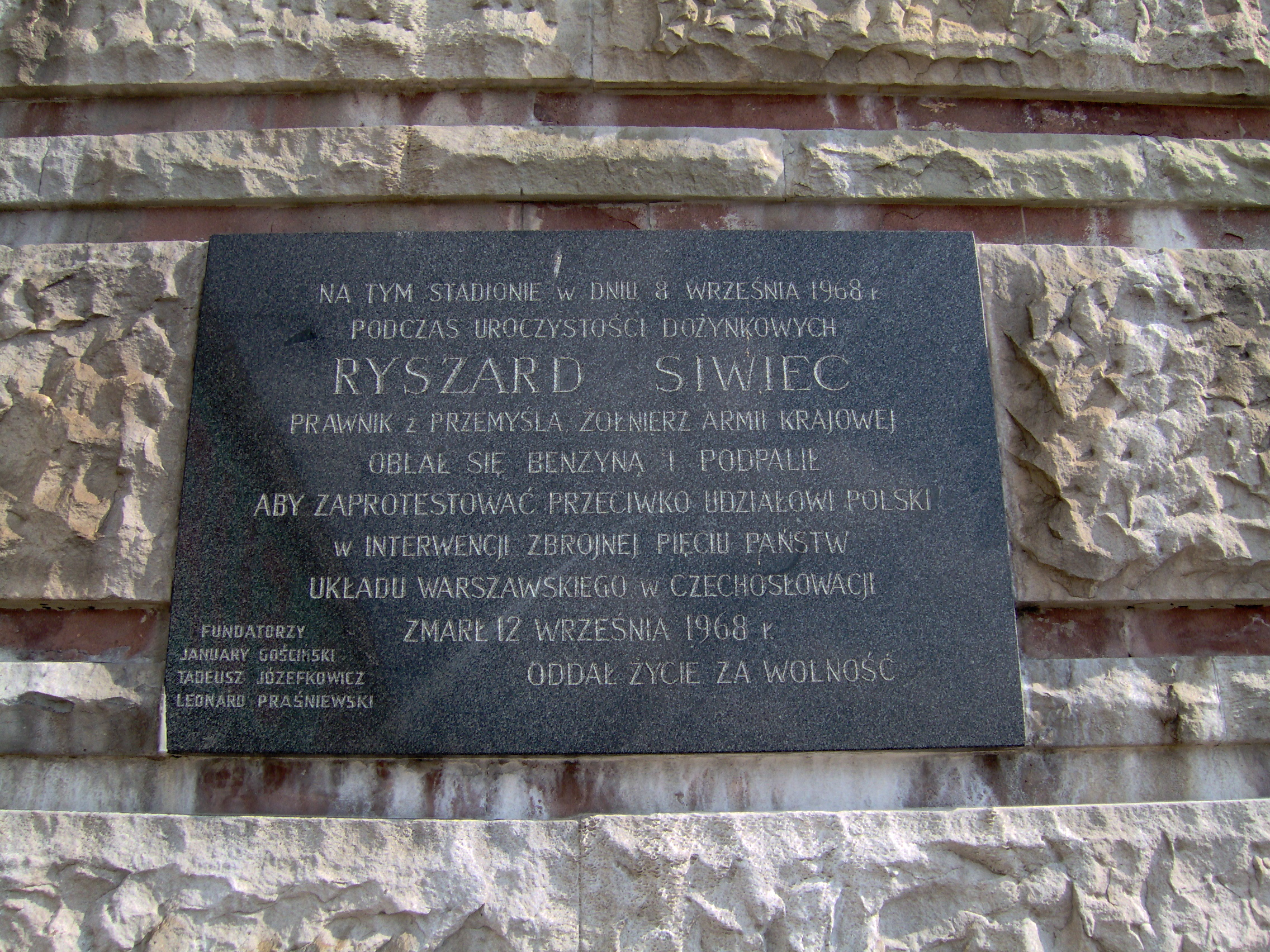
Tablica na Stadionie Dziesięciolecia
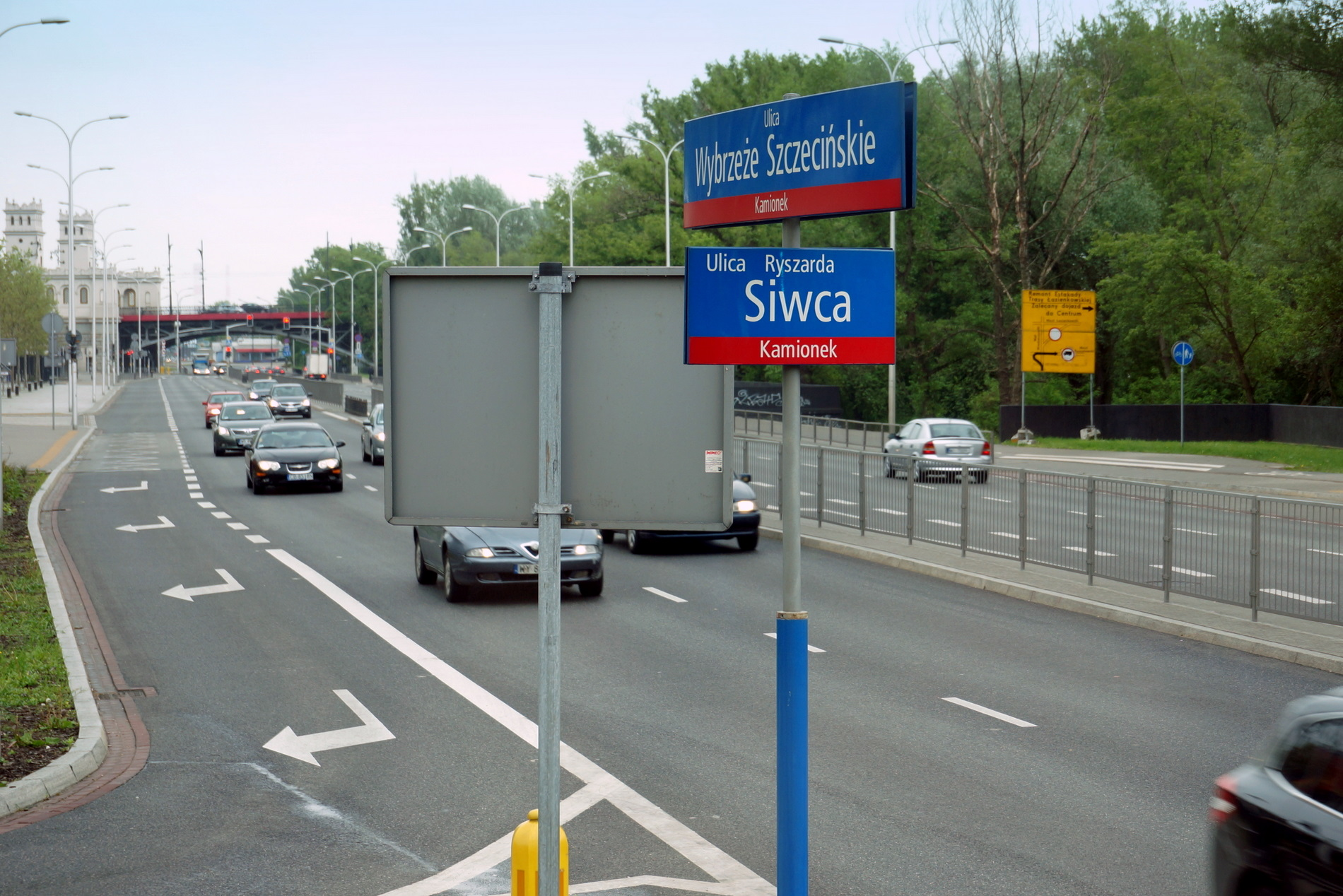
Zjazd w ulicę Ryszarda Siwca przy Stadionie Narodowym
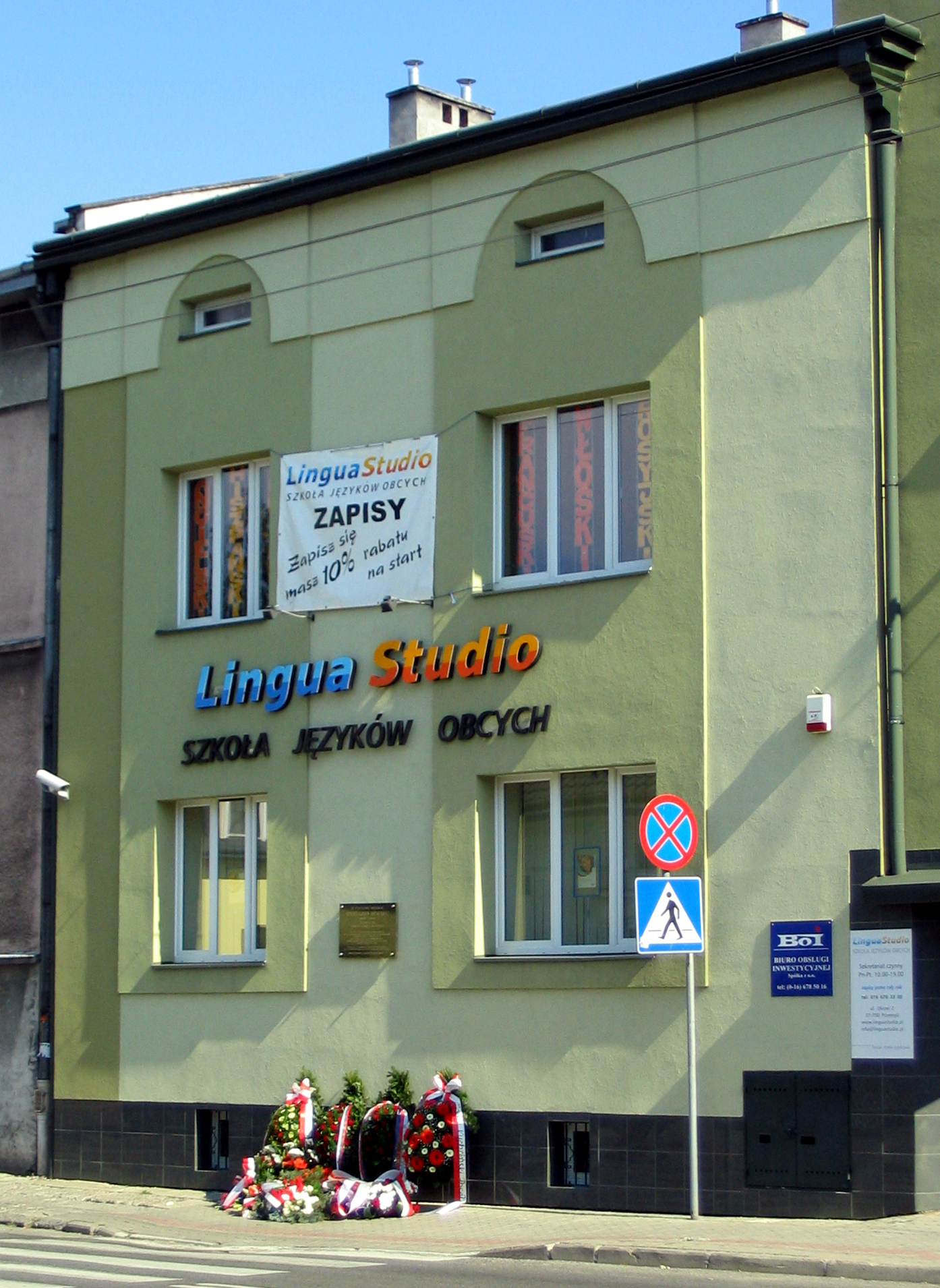
Dom, w którym mieszkał Ryszard Siwiec – Przemyśl, ul. Okrzei 2
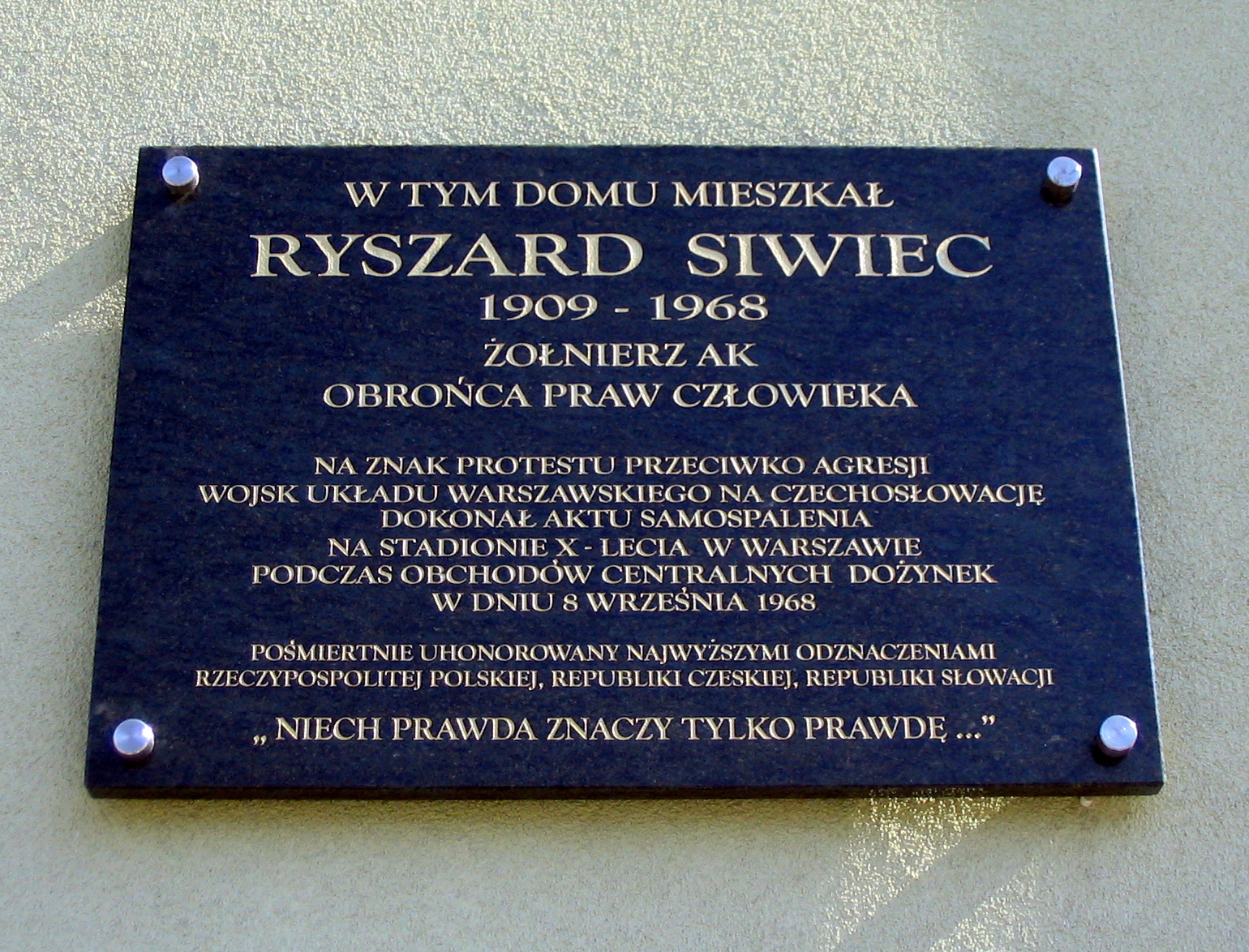
Tablica pamiątkowa na ścianie domu odsłonięta w 40. rocznicę samospalenia